# Mauro Valiente
Mauro Abrahán Valiente (Luque, 28 gennaio 2001) è un calciatore argentino, attaccante dell'Estudiantes (RC).

## Caratteristiche tecniche
È un centravanti.

## Carriera

### Club
Cresciuto nelle giovanili del Talleres (C), ha esordito in prima squadra il 22 settembre 2018 in occasione del match di campionato pareggiato 1-1 contro il Vélez Sarsfield.